# Waterboys (película)
Waterboys (ウ ォ ー タ ー ボ ー イ ズ?) es una comedia japonesa del año 2001 escrita y dirigida por Shinobu Yaguchi, sobre cinco adolescentes que comienzan un equipo de nado sincronizado en su escuela preparatoria.
La película está inspirada en eventos reales. En 1999, un grupo de estudiantes del equipo de natación de la preparatoria Kawagoe en la ciudad de Kawagoe, en la Prefectura de Saitama se inspiraron en las exhibiciones olímpicas de nado sincronizado de la televisión para crear una coreografía de "Nado sincronizado masculino" que presentaron en el festival escolar de su preparatoria.

## Argumento
Suzuki (Satoshi Tsumabuki) es un estudiante de la Preparatoria masculina Tadano en la ciudad de Sagara, prefectura de Shizuoka (actualmente renombrada ciudad de Makinohara) que aspira a convertirse en un gran nadador; sin embargo, no solo es el único integrante del club de natación de la escuela sino que es tan lento que en su última competencia, literalmente, salió del agua después del horario de cierre de la piscina. Ese día mientras se retiraba, ve a un equipo de nadadoras practicar natación sincronizada, quedando deslumbrado por la belleza de sus movimientos. 
Esa semana se les anuncia a los alumnos que ha sido contratada la profesora Sakuma (Kaori Manabe), una joven y hermosa maestra de Educación física, quien además se hará cargo del club de natación ya que hasta ahora carecía de entrenador; todos lo alumnos del colegio, interesados en la maestra deciden inscribirse, sin embargo todos huyen cuando descubren que planea convertirlo en un equipo de nado sincronizado o "syncro", un deporte popularmente femenino, excepto Suzuki y cuatro muchachos demasiado lentos para escapar: Sato (Hiroshi Tamaki), el baloncestista fracasado; Ohta (Akifumi Miura), un chico esquelético que sueña con que alguna actividad física le dé musculatura; Kanazawa (Koen Kondo), un chico nerd de las matemáticas incapaz siquiera de flotar y Saotome (Takatoshi Kaneko), un amanerado chico gay. Para sorpresa de todos, durante su primer día trabajando y en cuanto logra hacerlos prometer convertirse en un equipo de syncro y hacer una presentación para el festival cultural del colegio, la profesora revela estar embarazada y pide licencia por maternidad el resto del año dejándolos a su suerte.
Aunque en un inicio los cinco se ponen de acuerdo para renunciar, deciden seguir adelante, pero descubren que la piscina ha sido asignada a otro club que la ha llenado de peces, el profesor Sugita (Tetta Sugimoto), encargado del club, acuerda cederles la piscina si recogen todos los peces antes del otro día para devolverlos al proveedor; sin querer esforzarse los chicos deciden esa noche drenar la piscina para recogerlos sin esfuerzo y posteriormente manipular el medidor de agua para volver a llenarla gratis, sin embargo son descubiertos y se les exige pagar el agua derrochada debiendo salir a vender boletos puerta a puerta. Tras esto intentan convencer al profesor Sugita y a Isomura (Naoto Takenaka), el proveedor de los peces, que son un grupo serio intentando improvisar una rutina que acaba en un desastre que incluyó un incendio en la cabeza de Sato, la prohibición de presentarse en el festival y la disolución del equipo.
En las clases de reforzamiento Suzuki conoce a Shizuko Kiuchi (Aya Hirayama) una hermosa muchacha de la Preparatoria femenina Sakuragi, aunque algo violenta por la costumbre de practicar artes marciales. Durante una cita en el acuario de la ciudad, Suzuki descubre que Isomura es el entrenador allí y tras ver las magníficas rutinas que logra que hagan los delfines y orcas le suplica que entrene al equipo, a lo que este se rehúsa, pero finalmente accede a cambio que se queden durante toda la Golden Week en el acuario.
Tras muchas peripecias Suzuki logra convencer a todos y al llegar al lugar Isomura les advierte que si no obtienen resultados o lo cuestionan los echará, sin sospechar que todo es una treta para deshacerse de ellos. Como primera orden los hace limpiar los cristales de todos los tanques bajo la excusa de fortalecer su musculatura, tras algunos días los hace entrar a la piscina y contra todo pronóstico los muchachos pueden nadar ya que no solo han mejorado su condición física, también por tanto observar los tanques aprendieron a imitar los movimientos de los animales. Como su plan original no sirvió, Isomura abandona a los chicos en un local de arcade con la excusa de llevarlos a entrenar con el DDR y les prohíbe regresar hasta que puedan bailar a un tiempo argumentando que "no es syncro si no se sincronizan", nuevamente su plan sufre un revés ya que la costumbre de Ohta de practicar rutinas aeróbicas le da facilidad para jugar y eso les permite dominar el juego y desarrollar habilidades coreográficas. Tras esto, el entrenador decide tomarse en serio su labor. Una noche Sato, Ohta y Kanazawa descubren a Suzuki y Saotome hablando en secreto en la playa, lo que según Sato comprueba su teoría sobre que este último está enamorado del joven y se está confesando, para su consternación Suzuki le revela que Saotome de quien siempre ha estado enamorado es de él, pero nunca ha reunido el valor por lo que lo citó para que se lo dijera a Sato en su nombre.
Una tarde, mientras entrenan en la playa, son confundidos con un grupo ahogándose por lo que llegan socorristas y la prensa para el supuesto rescate, los muchachos aprovechan para promocionar su presentación por televisión y al colegio no le queda más que autorizarlos, presionados por el entusiasmo de la comunidad. Al acabar las vacaciones muchos otros alumnos piden unirse al club deseando participar, por lo que se dedican a entrenarlos con Ohta enseñándoles las coreografías y Kanazawa calculando los ritmos, patrones y espacios para moverse mientras que el resto investiga las habilidades de los nuevos miembros para enriquecer la presentación. En pocos días el ahora numeroso y popular equipo de syncro masculino esta totalmente preparado para su presentación, cosa que preocupa a Suzuki, ya que aunque ama nadar y ser parte del club le avergüenza ser visto por otra gente y teme que Shizuko lo descubra.
Desgraciadamente, la víspera del festival unos alumnos accidentalmente incendian el colegio y los bomberos deben usar el agua de la piscina para extinguirlo, siendo imposible llenarla en tan poco tiempo. Sin embargo el consejo estudiantil de Sakuragi ofrece su piscina ya que celebran su propio festival cultural el mismo día. Cuando ya se han trasladado tanto los participantes como el público, Suzuki revela que no desea participar, lo que decepciona a todos, sin embargo tras ser animado por Isomura se une justo antes de iniciar y el grupo lleva a cabo una asombrosa coreografía que impresiona a todos con todo tipo de performances. Justo antes de acabar, un brusco chapuzón hace que Suzuki pierda su bañador, pero Shizuko, sentada en primera fila le arroja uno que ha hecho a mano para él revelando que siempre ha sabido sobre el equipo y se siente orgullosa.
La película termina con el grupo, bautizados como Waterboys, agradeciendo a los espectadores quienes los ovacionan impresionados y encantados por su presentación.

## Elenco
- Satoshi Tsumabuki - Suzuki
- Hiroshi Tamaki - Sato
- Akifumi Miura - Ohta
- Koen Kondo - Kanazawa
- Takatoshi Kaneko - Saotome
- Naoto Takenaka - Isomura
- Aya Hirayama - Shizuko Kiuchi
- Tetta Sugimoto - Sugita
- Kaori Manabe - Profesora Sakuma
- Takashi Kawamura - Ikeuchi
- Hiroshi Matsunaga - Mochizuki
- Yuya Nishikawa - Sakamoto
- Katsuyuki Yamazaki - Yama-chan
- Taiyo Sugiura - Taiyo
- Koutarou Tanaka - Koutarou
- Makoto Ishihara - Makoto

## Secuela
Una serie derivada para televisión fue creada en 2003 con un total de tres temporadas:
- Water Boys (2003): Ambientada dos años después de los eventos de la película. La serie cuenta la vida y dificultades de los nuevos integrantes del club de natación de la preparatoria Tadano, ya que a este club se le ha prohibido llevar a cabo presentaciones artísticas, los nuevos integrantes deciden formar un club deportivo de nado sincronizado y reclutar miembros para presentarse en el festival escolar.[4]
- Water Boys 2 (2004): La serie no guarda relación con la primera temporada, ambientada en la secundaria Himeno, que hace poco acaba de pasar de ser un establecimiento femenino a uno mixto, allí Yōsuke Yamamoto y Eikichi Mizushima se ponen como objetivo crear un club de natación masculino, debiendo enfrentar los obstáculos originados por los prejuicios contra los hombres en un lugar con fuerte presencia femenina.[5]
- Water Boys 2005 Natsu (2005): Tanaka Masatoshi, quien fuera uno de los protagonistas en la primera temporada de la serie, actualmente odia el nado sincronizado ya que fue incapaz de ingresar a la escuela de medicina de la universidad, culpando al club de natación ya que razona que desperdició allí el tiempo que pudo usar estudiando. Sin embargo, durante una visita a una isla acaba entrenando a un equipo local de nado recién formado por tres adolescentes.[6]

## Premios y nominaciones
| Año  | Premio                             | Categoría               | Candidato                     | Resultado |
| ---- | ---------------------------------- | ----------------------- | ----------------------------- | --------- |
| 2002 | Japanese Professional Movie Awards | Reconocimiento especial | Satoshi Tsumabuki             | Ganador   |
| 2002 | Premios de la Academia Japonesa    | Mejor película          | Waterboys                     | Nominado  |
| 2002 | Premios de la Academia Japonesa    | Mejor director          | Shinobu Yaguchi               | Nominado  |
| 2002 | Premios de la Academia Japonesa    | Mejor actor             | Satoshi Tsumabuki             | Nominado  |
| 2002 | Premios de la Academia Japonesa    | Mejor guion             | Shinobu Yaguchi               | Nominado  |
| 2002 | Premios de la Academia Japonesa    | Mejor edición           | Ryuji Miyajima                | Nominado  |
| 2002 | Premios de la Academia Japonesa    | Mejor sonido            | Hiromichi Koori               | Nominado  |
| 2002 | Premios de la Academia Japonesa    | Artista revelación      | Satoshi Tsumabuki             | Ganador   |
| 2002 | Premios de la Academia Japonesa    | Mejor banda sonora      | Gakuji Matsuda Hitomi Shimizu | Ganador   |